# Gofra
Una gofra (del francès gaufre i del neerlandès wafel) és una mena de galeta, generalment rectangular, cuita entre dues planxes -anomenades gofreres- que hi graven un dibuix alveolar en relleu. Les gofres són cuinades fins que adquireixen un color daurat i són tendres per dins però cruixents per fora.
És molt habitual que una vegada cuinada la massa — feta amb farina, mantega, aigua, oli i ou — s'hi afegeixin altres ingredients per damunt com són la xocolata i el gelat. Se serveixen habitualment durant els desdejunis i els berenars.

## Història
la gofra modern té els seus orígens en les elaboracions fetes amb ferro pesat en la cuina medieval. Els ferros de fer gofres consistien en dues plaques de metall ('waffer') pesades connectades amb anelles i portables amb uns braços de fusta. Algunes d'aquestes gofreres tenien en els gravats de les plaques dels dissenys del propietari així com els seus blasons o paisatges, en lloc de l'actual cel·la d'abella que imprimeix aquesta forma de reixeta al waffle. Aquestes plaques s'empraven per elaborar diferents varietats de waffles.
"Wafer" (la placa metàl·lica amb la qual s'elaboraven en l'antiguitat) i "waffle" poden compartir en anglès arrels etimològiques comunes. Wafre ("wafer") és una paraula denominada per l'anglès mitjà en l'any 1377, adoptada pel baix alemany com wâfel, amb algunes modificacions de la l en una r. El neerlandès modern denomina wafel, francès Gaufre i d'aquesta manera dona origen al gofre en espanyol, en alemany waffel, tots els significats de "waffle" comparteixen el mateix origen.

## Maneres de servir-les

### Com aesmorzar
A Nord-amèrica, les gofres són sovint menjades per esmorzar durant els caps de setmana o algunes celebracions. La tradició exigeix de menjar-ne amb xarop d'auró i servides amb salsitxes, ous, suc de taronja i cafè calent.

### Com apostres
A Bèlgica, França i al Quebec, les gofres se serveixen sovint com a postres. En aquest cas es mengen amb xarop de xocolata per damunt, sucre, nata, plàtan, maduixes o diversos tipus de cremes.